# Manfred Sampl

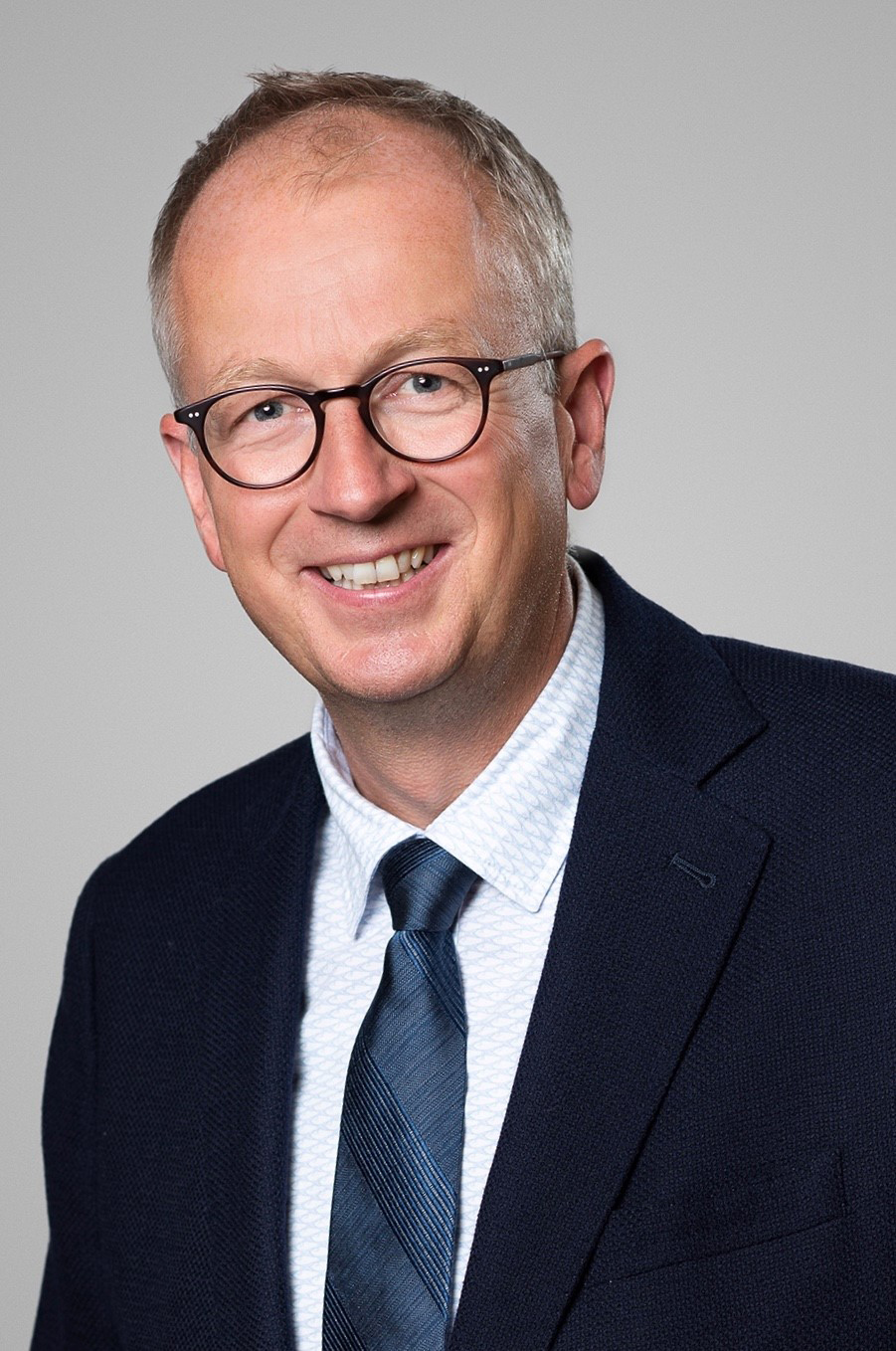
Manfred Sampl (2024)

Manfred Sampl (* 8. März 1973 in St. Michael im Lungau) ist ein österreichischer Politiker (ÖVP) und ehemaliger Bankmanager. Sampl ist seit 2009 Bürgermeister seiner Heimatgemeinde und war von 2007 bis 2023 Abgeordneter zum Salzburger Landtag. Seit 2024 ist er Präsident des Salzburger Gemeindeverbandes.

## Ausbildung und Beruf
Manfred Sampl besuchte von 1979 bis 1987 die Volksschule und Musikhauptschule in St. Michael und absolvierte im Anschluss bis 1992 die HBLA für alpenländische Land- und Forstwirtschaft in Ursprung. Nach der Matura 1992 arbeitete Sampl bis 2009 bei der Raiffeisenbank St. Michael und absolvierte zudem von 1996 bis 1999 eine Ausbildung zum Landwirtschaftsmeister bei der Kammer für Land- und Forstwirtschaft, die er 1999 mit der Meisterprüfung abschloss. Sampl war in der Folge zwischen 1999 und 2000 auch als nebenberuflicher Lehrer bei der Kammer für Land- und Forstwirtschaft tätig. Im Jahr 2000 wurde Sampl zum Prokuristen in der Raiffeisenbank St. Michael befördert, von 2003 bis 2009 war er Geschäftsleiter.

## Politik
Sampl ist Mitglied des ÖAAB, des Österreichischen Wirtschaftsbundes und des Seniorenbundes sowie Ehrenmitglied im karitativen Wirtschaftsvörderungsvereins Le Fond in St. Michael im Lungau. Er war Gemeindevertreter, Gemeinderat in St. Michael. Im Februar 2006 erfolgte die Wahl zum Bezirksobmann des ÖAAB Lungau, am 13. Oktober 2006 wurde er zudem zum geschäftsführenden Bezirksobmann der ÖVP Lungau gewählt. Von 2007 bis 2022 war er gewählter Bezirksobmann der ÖVP Lungau.
Sampl war ab dem 7. Februar 2007 Abgeordneter zum Salzburger Landtag. In dieser Zeit war er langjährig Gemeindesprecher der ÖVP und Vorsitzender des Verfassungs- und Verwaltungsausschusses. Seit der Wahl 2009 ist er Bürgermeister für die ÖVP in St. Michael, nachdem Bürgermeister DI Wolfgang Fanninger mit Ablauf der Periode seinen Rückzug erklärte. Bei der Landtagswahl 2023 kandidierte er nicht mehr und schied freiwillig aus dem Landtag aus. Am 18. April 2024 wurde Manfred Sampl über die Parteigrenzen hinaus einstimmig vom Vorstand des Salzburger Gemeindeverbandes als dessen zukünftiger Präsident designiert. Am 27. November 2024 wurde er auf Schloss Goldegg einstimmig zum 8. Präsidenten des Salzburger Gemeindeverbandes gewählt.

## Privates
Manfred Sampl ist seit dem 3. September 1994 verheiratet und Vater eines Sohnes (* 1993) und einer Tochter (* 1995). Er war 5 Jahre ehrenamtlicher Rettungssanitäter und von 1999 bis 2004 Bezirksobmann der Lungauer Heimatvereinigungen (60 Mitgliedsvereine).